# Gunungjaya (Cisaat)
Gunungjaya is een bestuurslaag in het regentschap Sukabumi van de provincie West-Java, Indonesië. Gunungjaya telt 6155 inwoners (volkstelling 2010).